# Георгий Михайлович
Великий князь Георгий Михайлович (11 (23) августа 1863, Белый Ключ (Тетри-Цкаро), близ Тифлиса — в ночь с 23 на 24 или с 29 на 30 января 1919, Петроград) — третий сын великого князя Михаила Николаевича и Ольги Федоровны, внук Николая I.

## Биография
Получил нетипичное для Романовых имя. «Третий сын великого князя Михаила Николаевича родился в 1863 г. на Кавказе, когда его отец был Кавказским наместником, и получил имя Георгий, символически значимое для Грузии (Георгий Победоносец считается покровителем Грузии). Свою старшую дочь Георгий Михайлович назвал Ниной (1901—1974), именем, отсылавшим к имени святой равноапостольной Нины, просветительницы Грузии».

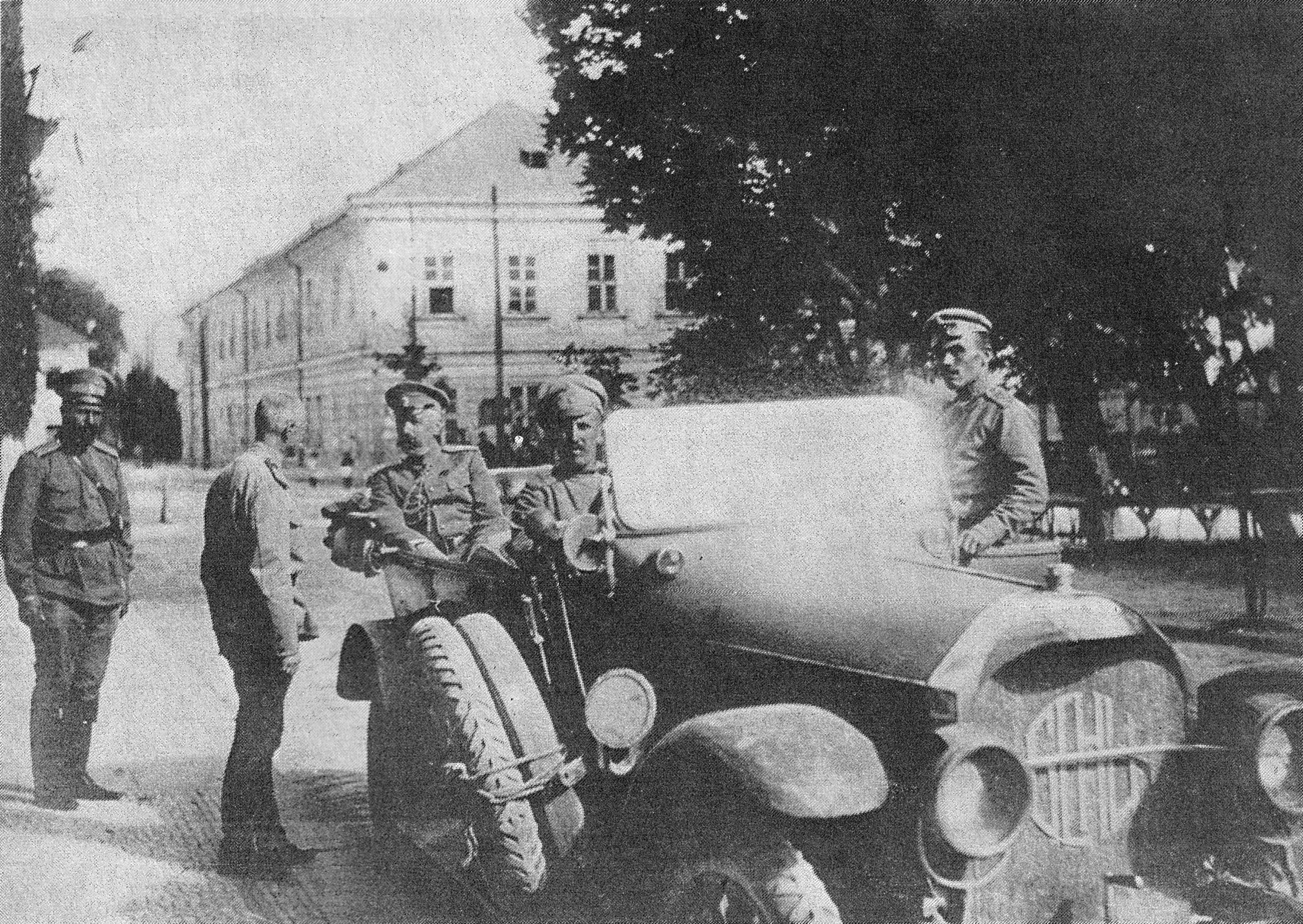
Генерал Брусилов и вел. кн. Георгий Михайлович (в автомобиле), 1915

Служил в лейб-гвардии Конно-артиллерийской бригаде, Лейб-гвардии Уланском полку. Из-за больной ноги оставил службу в кавалерии.
Покровительствовал Русскому обществу пчеловодства. В 1898—1917 годах председательствовал в Русском генеалогическом обществе.
В 1895 году назначен Августейшим управляющим Русского музея Императора Александра III в Петербурге, служил в этой должности безвозмездно в течение 22 лет, имея право личного доклада императору Николаю II. Принимал участие в создании музейной коллекции живописи и скульптуры. Известен как выдающийся нумизмат, автор нескольких трудов по нумизматике (коллекцию монет передал в дар Русскому музею императора Александра III в 1909). С 5 декабря 1898 года — почетный член Санкт-Петербургской академии наук. Был также почётным членом берлинского православного Свято-Князь-Владимирского братства.
В 1900 году в Корфу женился на Марии Георгиевне, второй дочери своей двоюродной сестры Ольги Константиновны, вышедшей замуж за короля Эллинов Георга I.
Во время Первой мировой войны состоял при ставке верховного главнокомандующего Николая II. Генерал-адъютант. Основной его задачей были постоянные поездки по фронтам с последующим составлением донесений об общем положении. В 1915—1916 годах с особой миссией ездил в Японию.
21 марта 1917 года лишён звания генерал-адъютанта в связи с упразднением всех военно-придворных званий.
31 марта 1917 года числящийся по гвардейской кавалерии генерал-лейтенант великий князь Георгий Михайлович по прошению уволен от службы с мундиром.
Через три месяца после отречения Николая II получил (от Временного правительства) разрешение на выезд в Финляндию. В апреле 1918 года в Гельсингфорсе был задержан, передан петроградским властям и направлен в Вологду (где в то время уже находились его старший брат великий князь Николай Михайлович и двоюродный брат великий князь Дмитрий Константинович).

## Убийство
9 января 1919 г. Президиум ВЧК (в заседании участвовали Я. Х. Петерс, М. И. Лацис, И. К. Ксенофонтов и секретарь О. Я. Мурнек) вынес постановление «Приговор ВЧК к лицам, бывшей императорской своры — утвердить, сообщив об этом в ЦИК». Георгий Михайлович был расстрелян большевиками в Петропавловской крепости в Петрограде в последней декаде января 1919 года как заложник в ответ на убийство Розы Люксембург и Карла Либкнехта в Германии. Командовал экзекуционным отрядом некий Гордиенко, тюремный надзиратель, получавший в своё время ценные подарки из Кабинета Его Величества. Вероятно, похоронен на месте расстрела в братской могиле.
Жена великого князя Павла Александровича, княгиня Ольга Палей, писала: 

Один старый тюремный служитель, видевший казнь, рассказал… В среду Павла, одного, привезли на Гороховую и продержали до десяти вечера. Потом объявили, что увозят без вещей. С Гороховой привезли в Петропавловку. Трёх других великих князей доставили со Шпалерной. Всех вместе отвели в тюрьму Трубецкого бастиона. В три ночи солдаты, по фамилии Благовидов и Соловьев, вывели их голыми по пояс и провели на территорию Монетного двора, где у крепостной стены напротив собора была вырыта общая могила, где уже лежали тринадцать трупов. Поставили князей на краю и открыли по ним стрельбу.
Сообщение о расстреле великих князей было опубликовано 31 января 1919 года в «Петроградской правде».
Канонизирован Русской православной церковью за границей в сонме Новомучеников российских 1 ноября 1981 года.
Реабилитирован постановлением Генеральной прокуратуры Российской Федерации 9 июня 1999 года.
В 2019 году Санкт-Петербургский монетный двор отчеканил памятную медаль «Великий Князь Георгий Михайлович — Августейший нумизмат». Выпуск медали приурочен к 100-летней годовщине расстрела великого князя.

## Собрание монет Георгия Михайловича

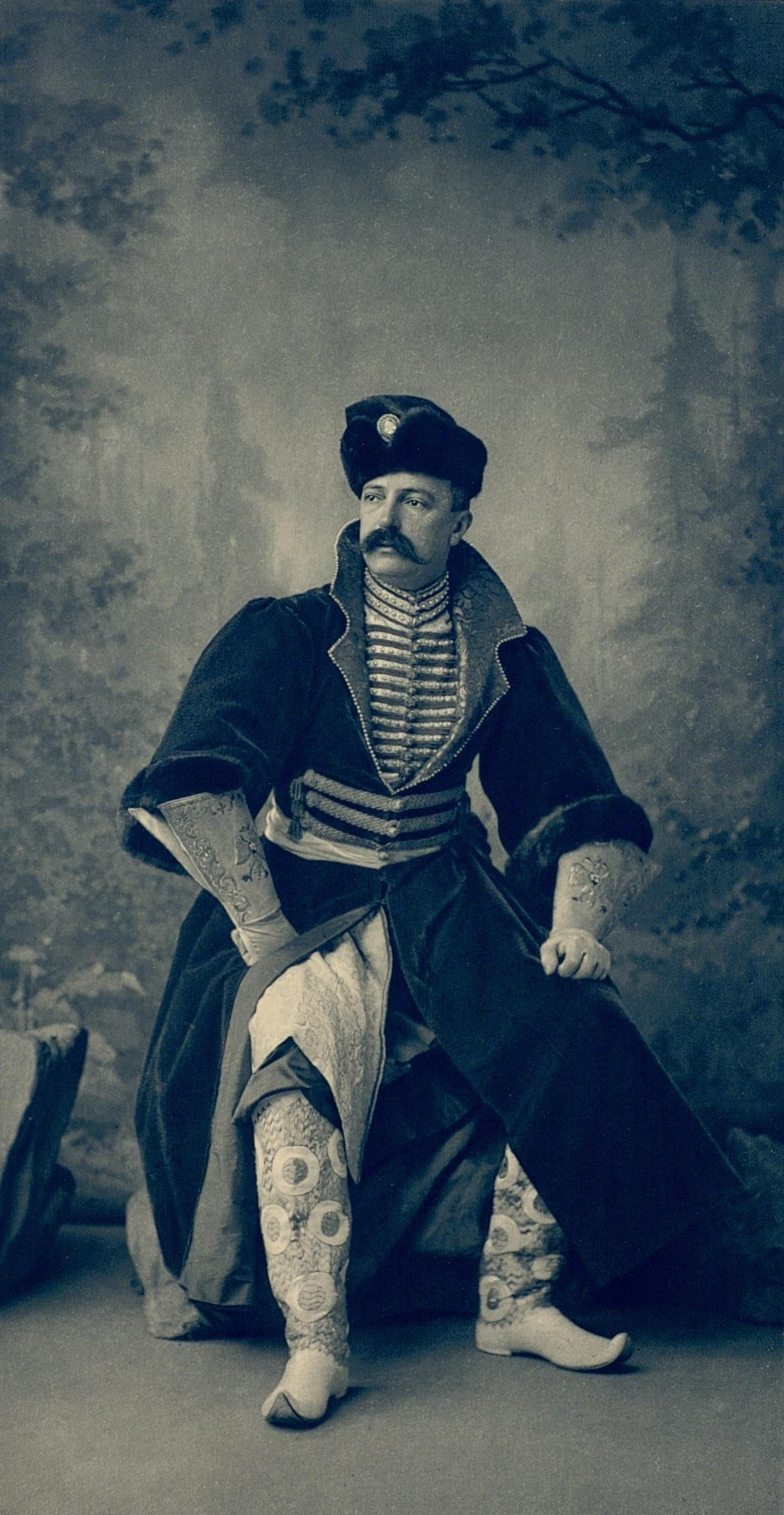
На костюмированном балу (1903)

Интерес великого князя Георгия Михайловича к нумизматике не ограничивался лишь собирательством. Им было написано множество трудов по монетному делу Российской империи.
Коллекция великого князя, в которую в 1879 году и попал один из константиновских рублей, в 1909 году формально была передана Русскому музею императора Александра III. Георгий Михайлович оставался распорядителем коллекции. После его смерти она переходила к музею. В дальнейшем коллекция должна была остаться неизменной, то есть условием великого князя был запрет на посмертные отчуждения или пополнения его собрания монет. По утверждению внука Георгия Михайловича Давида Чавчавадзе, собрание Георгия Михайловича включало практически все монетные типы, чеканившиеся в Российской империи.
Однако Русский Музей не был готов к «подарку» такого масштаба и ему пришлось приступить к созданию особого помещения для хранения и экспозиции коллекции и этот период коллекция хранилась во дворце Великого Князя (Отчёты Русского Музея за 1909 год). В 1914 году в связи с началом Первой мировой войны коллекция была сдана Управляющим Конторой Георгия Михайловича Я. Я. Майхровским в тогда ещё санкт-петербургскую судную казну на хранение ценным вкладом, принадлежащим Русскому Музею, в пяти ящиках: 31 июля 1914 года 4 ящика весом в 29 пудов 5 фунтов на сумму 300 000 руб. и 6 августа 1914 года 1 ящик весом 1 пуд 6 фунтов на сумму 40 000 руб.
Свержение императора и последующая революция 1917 года внесла существенные коррективы в судьбу коллекции Георгия Михайловича. Сам великий князь был арестован и расстрелян в 1919 году.
Ящики с его коллекцией монет были эвакуированы из Петербурга в Москву, затем четыре ящика из пяти были отправлены в Ейск, где около 1919 года попали в Добровольческую армию, а после её поражения оказались в Югославии. 15 сентября 1934 года Политбюро ЦК ВКП(б) одобрило текст «телеграммы протеста» от имени НКИД СССР в адрес министра иностранных дел Югославии, в которой говорилось о том, что правительство СССР «будет рассматривать передачу этой коллекции, представляющей огромную историческую и научную ценность, кому бы то ни было, кроме ее законного собственника — СССР — как действие, вступающее в вопиющее противоречие с общепринятыми нормами правами». Однако эта попытка дипломатическим путем предотвратить переход коллекции в руки родственников Георгия Михайловича не удалась.
Коллекция перешла в собственность супруги расстрелянного великого князя после окончания судебного процесса осенью 1934 года. Предпродажный каталог уникальной коллекции был выпущен в 1939 году. Однако назначенному на 25 октября 1939 года аукциону Adolph Hess в Люцерне не суждено было состояться — он был отменён из-за начала Второй мировой войны. Великая княгиня Мария Георгиевна скончалась 14 декабря 1940 года в Афинах, и нам пока не известно, какими путями и на каких условиях коллекция перешла дочерям великого князя — княжнам императорской крови Нине и Ксении.
3-4 июля 1950 года в Лондоне состоялся аукцион Christie’s. Как и в 1939 году, на торги было выставлено 477 монет и медалей из коллекции великого князя. Монетная часть аукциона гораздо меньше интересовала русскую эмиграцию, так как большинство монет было «поделено» между нумизматическими фирмами Spink и Baldwin. Аукцион имел большой успех среди покупателей, но, по всей видимости, его результаты не удовлетворили дочерей великого князя, и Ксения Георгиевна решила перевезти основную часть коллекции, около 14 000 монет и медалей, в США.
В 1954 году Ксения Георгиевна делегировала права на управление коллекцией с целью дальнейшей её реализации дилеру Эдварду Гансу. В свою очередь он продал коллекцию дилерам Солу Каплану и Эйбе Кософфу в 1957 году за 500 000 долларов США. Через два года коллекция была приобретена Уиллисом Харрингтоном Дюпоном (р. 1936). Американский миллионер в свою очередь подарил монеты, включая Константиновский рубль Георгия Михайловича, Смитсоновскому институту в Вашингтоне, где они и находятся до сих пор.

## Дети
- Нина (1901—1974) замужем за князем Павлом Чавчавадзе, жила в США.
- Ксения (1903—1965) вышла замуж за Уильяма Лидса-младшего из Нью-Йорка.

## Чины и звания
- Вступил в службу (11.08.1869)
- Прапорщик (Выс. пр. 11.08.1870);
- Подпоручик (Выс. пр. 30.08.1883);
- Флигель-адъютант (Выс. пр. 26.11.1883);
- Поручик (Выс. пр. 24.03.1885);
- Штабс-ротмистр (Выс. пр. 09.04.1889);
- Ротмистр (Выс. пр. 30.08.1894);
- Полковник (Выс. пр. 14.05.1896);
- Генерал-майор Свиты (Выс. пр. 20.05.1903);
- Генерал-адъютант (Выс. пр. 22.07.1909);
- Генерал-лейтенант (Выс. пр. 22.07.1909).

## Награды
- Орден Святого Андрея Первозванного (30.08.1863)
- Орден Святого Александра Невского (30.08.1863)
- Орден Святой Анны 1-й ст. (30.08.1863)
- Орден Белого Орла (30.08.1863)
- Орден Святого Станислава 1-й ст. (30.08.1863)
- Орден Святого Владимира 4-й ст. (06.05.1888)
- Орден Святого Владимира 3-й ст. (25.01.1901)
- Орден Святого Владимира 2-й ст. (06.12.1908)
- Георгиевское оружие (15.09.1915)
- Знак Российского общества Красного Креста в память русско-турецкой войны 1877—1878 гг. (1878)
- темно-бронзовая медаль «В память коронации императора Александра III» (1883)
- серебряная медаль «В память царствования императора Александра III» (1896)
- серебряная медаль «В память коронации Императора Николая II» (1896)
- Знак Российского общества Красного Креста в память русско-японской войны 1904—1905 гг. (1906)

Иностранные:
- персидский Орден Льва и Солнца (1878);
- мекленбург-шверинский Орден Вендской Короны (1879)
- вюртембергский Орден Вюртембергской Короны (1880)
- болгарский Орден «Святой Александр» 1-й ст. (1883)
- гессен-дармштадтский Орден Людвига 1-й ст. (1884)
- прусский Орден Черного Орла (1884)
- австрийский Орден Святого Стефана, большой крест (1884)
- баденский Орден Церингенского льва 1-й ст. (1885)
- черногорский Орден Князя Даниила I 1-й ст. (1889)
- греческий Орден Спасителя 5-й ст. и 1-й ст. (1896)
- румынский Орден Звезды Румынии 1-й ст. (1898)
- бухарский Орден Благородной Бухары, малая звезда (1899)
- персидский Орден Льва и Солнца (1900)
- датский Орден Слона (1900)
- бухарский Орден Благородной Бухары, большая звезда (1901)
- ольденбургский Орден Заслуг герцога Петра-Фридриха-Людвига с цепью (1902)
- турецкий Орден Османие 1-й ст. (1902)
- итальянский Орден Аннунциаты (1902)
- британский Королевский Викторианский орден (12.07.1912)
- японский Высший орден Хризантемы (20.12.1915)

## Память
Санкт-Петербургский монетный двор отчеканил памятную медаль в память 100-летия расстрела Великого Князя, тираж 500 экз., серебро. В октябре 2019 года в Москве прошла организованная Международным нумизматическим клубом конференция «Нумизматика в России. Великий князь Георгий Михайлович и его эпоха».